# 者阴山
者阴山是中越边界上的一处山脉，以主峰——1250高地和山脊为界一分为二，分属中越两国。主峰竖有362号界碑。中国方面，行政上属于云南省文山壮族苗族自治州麻栗坡县杨万乡。

## 简介
者阴山位于麻栗坡县杨万乡东南，距离麻栗坡县城79公里。者阴山所在的杨万乡位于麻栗坡县东北部，距离麻栗坡县城81公里，东南面与越南河江省安明县接壤，国境线全长28公里。者阴山山脉呈东北西南走向，海拔1200余米，山势险峻。者阴山为喀斯特地貌，有很多石灰岩溶洞。因为地处亚热带地区，所以温差很大，每天上午常有浓雾，平时雨量充沛，雨天能见度仅10米至50米。
主峰为1250高地。清朝政府和法国政府于1885年签订的《中法新约》及其附带的界务专条规定，者阴山为中越边界骑线山，以主峰顶部中间为国界，在此处设立中越边界9号碑。按国际惯例，双方不在骑线山上驻军。

### 者阴山战役
1979年中越战争爆发后，越南占领老山、者阴山地区。1984年4月28日，者阴山战役爆发，中国人民解放军陆军第十一军第三十一师（欠第九十一团，炮兵团第三、第四营，高炮团第二、第三连）奉命歼灭1250高地、1052.4高地、1185高地、柴山堡、新寨地区的越南人民军，第三日收复者阴山。至1984年5月6日7时30分，该师侦察连二排在两个步兵班的配合下攻占那腊后山。者阴山进攻战斗至此全部结束，中国人民解放军毙越南人民军大尉以下550人，俘越南人民军18人，缴获60毫米口径以上火炮19门，枪151支（挺）及军用物资一部。此后中国人民解放军转入防御作战。

### 战后
1990年代战争结束后，杨万乡积极发展茶叶种植业。者阴山附近的长田片区成为弥雾茶的生产基地。2000年中越边境大扫雷结束后，经中华人民共和国外交部扶持，杨万乡扩大茶叶种植面积，从原先的1100亩扩展至5000余亩。2015年11月3日，中越边境云南段正式启动大规模排雷行动，以永久解除地雷隐患，者阴山成为此次排雷行动的重点之一。